# Sybra meeki
Sybra meeki är en skalbaggsart som beskrevs av Stefan von Breuning 1976. Sybra meeki ingår i släktet Sybra och familjen långhorningar. Inga underarter finns listade i Catalogue of Life.